# 娘が家出した夏 家庭ってなァに?
『娘が家出した夏 家庭ってなァに?』（むすめがいえでしたなつ かていってなぁに）は、1981年（昭和56年）7月1日から1981年8月12日までの間、TBS系列の『水曜劇場』枠で放送されたテレビドラマである。全7話。

## 概要・内容
原作は藤原審爾の著作『落ちこぼれ家庭』（新日本出版社）。当時の社会における、家庭の意味とは何かを問いかけたシリアスな人間ドラマ。
東京都内にある名谷家はごく平凡な夫婦共稼ぎの一家で、一戸建てのマイホームに住んでいる。3人の子供たちも素直で順調に育っているように見えたが、ある日、高校3年の長女・宗子が突然家出。両親は最初その家出の原因がわからず戸惑ったが、宗子の日記に「私の家に"家庭"はない」と書き残されているのが見つかった。宗子は亜子と一緒にアパートの一室を借りて自立した生活を始める。一方名谷家では、別居している長男・裕士を呼び寄せて話し合いをするが…。幸せそうに見えた一家は次第に崩れ始めていく。

## キャスト
- 野上曜子：名取裕子
- 名谷晴道（父）：佐藤英夫
- 名谷景子（母）：馬渕晴子
- 名谷裕士（長男）：奥田英二（現・奥田瑛二）
- 名谷宗子（長女）：石原真理子（現・石原真理）
- 名谷晴景（次男）：難波克弘
- 沢亜子：手塚さとみ（現・手塚理美）
- 亜子の母：加茂さくら
- 沢耕介（亜子の父）：小坂一也
- 古川：村上弘明
- 古川克（古川の父）：波多野憲
- 野上直作（曜子の父）：山内明
- 鷹枝：香山美子 - 直作の愛人

## スタッフ
- 原作：藤原審爾『落ちこぼれ家庭』
- 脚本：砂田量爾（全話担当）
- 演出：市川哲夫、鈴木利正
- 制作著作：TBS

## サブタイトル
| 各話  | 放送日        | サブタイトル    | 演出     |
| ----- | ------------- | --------------- | -------- |
| 第1話 | 1981年7月1日  | 家庭ってなァに? | 市川哲夫 |
| 第2話 | 1981年7月8日  | 私を探さないで  | 市川哲夫 |
| 第3話 | 1981年7月15日 | 父の恋人        | 鈴木利正 |
| 第4話 | 1981年7月22日 | ずぶ濡れの激情  | 市川哲夫 |
| 第5話 | 1981年7月29日 | 日曜日の訪問者  | 鈴木利正 |
| 第6話 | 1981年8月5日  | 眠れない夜      | 市川哲夫 |
| 第7話 | 1981年8月12日 | 娘たちの明日    | 鈴木利正 |